# Симаррон (округ)
Округ Симаррон (англ. Cimarron County) располагается в штате Оклахома, США. Официально образован в 1907 году. По состоянию на 2013 год, численность населения составляла 2335 человек.

## География
По данным Бюро переписи США, общая площадь округа равняется 4768,195 км2, из которых 4752,655 км2 суша и 15,540 км2 или 0,330 % это водоёмы.

## Население
По данным переписи населения 2010 года в округе проживает 2 475 жителей в составе 1 047 домашних хозяйств и 705 семей. Плотность населения составляет 1,00 человек на км2. На территории округа насчитывается 1 587 жилых строений, при плотности застройки менее 1,00-го строения на км2. Расовый состав населения: белые — 84,70 %, афроамериканцы — 0,20 %, коренные американцы (индейцы) — 0,80 %, азиаты — 0,30 %, гавайцы — 0,00 %, представители других рас — 12,10 %, представители двух или более рас — 1,80 %. Испаноязычные составляли 20,80 % населения независимо от расы.
В составе 31,30 % из общего числа домашних хозяйств проживают дети в возрасте до 18 лет, 60,40 % домашних хозяйств представляют собой супружеские пары проживающие вместе, 6,00 % домашних хозяйств представляют собой одиноких женщин без супруга, 30,90 % домашних хозяйств не имеют отношения к семьям, 29,30 % домашних хозяйств состоят из одного человека, 15,50 % домашних хозяйств состоят из престарелых (65 лет и старше), проживающих в одиночестве. Средний размер домашнего хозяйства составляет 2,47 человека, и средний размер семьи 3,07 человека.
Возрастной состав округа: 27,60 % моложе 18 лет, 6,40 % от 18 до 24, 23,40 % от 25 до 44, 24,00 % от 45 до 64 и 24,00 % от 65 и старше. Средний возраст жителя округа 39 лет. На каждые 100 женщин приходится 97,40 мужчин. На каждые 100 женщин старше 18 лет приходится 95,30 мужчин.
Средний доход на домохозяйство в округе составлял 30 625 USD, на семью — 36 250 USD. Среднестатистический заработок мужчины был 24 327 USD против 18 110 USD для женщины. Доход на душу населения составлял 15 744 USD. Около 13,90 % семей и 17,60 % общего населения находились ниже черты бедности, в том числе — 22,20 % молодёжи (тех, кому ещё не исполнилось 18 лет) и 10,10 % тех, кому было уже больше 65 лет.